# Державний науковий коледж DJ Sindh
Урядовий науковий коледж Dayaram Jethamal Sindh, (синдхі ڏيارام ڄيٺمل سنڌ گورنمنٽ سائنس ڪالج ), широко відомий як Науковий коледж DJ, є державним громадським коледжем, який є філією Університету Карачі. Він розташований поблизу Бернс-роуд у Карачі, Сінд, Пакистан. Його випускників називають «джарянцями».

## Приміщення
Коледж має такі приміщення:

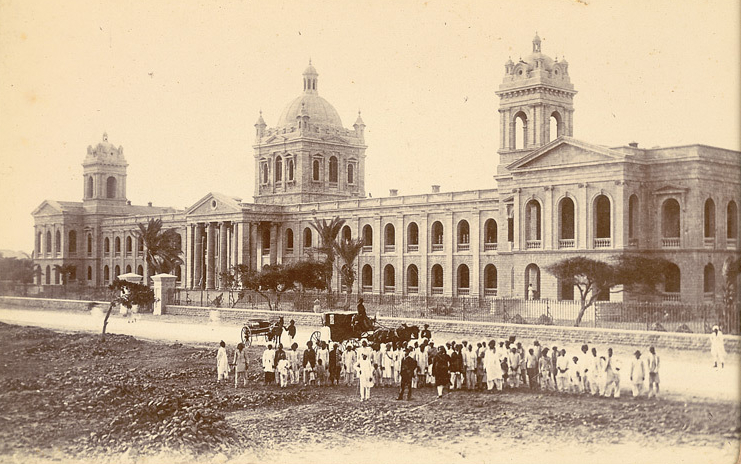
Науковий коледж DJ у 19 ст

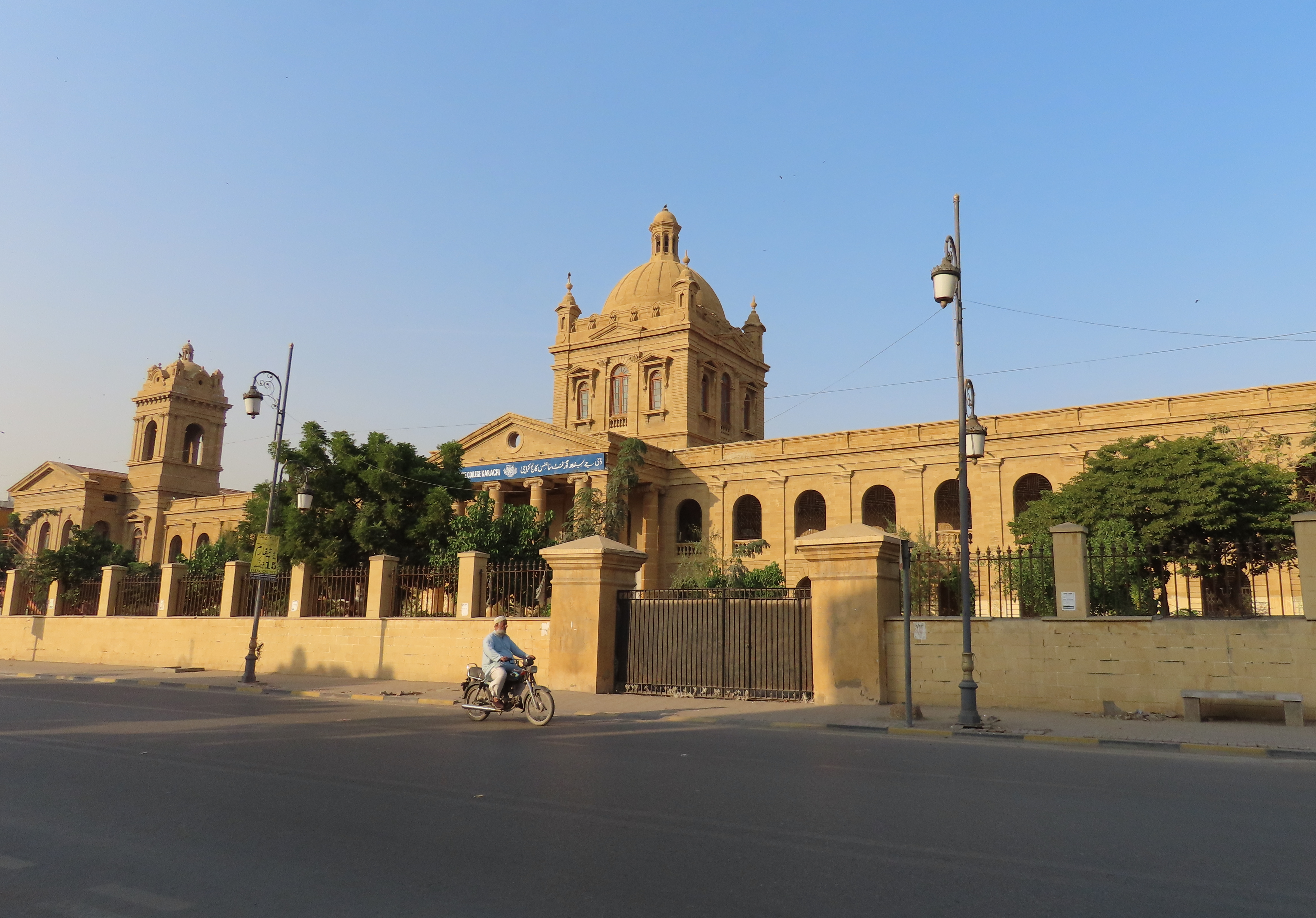
Науковий коледж DJ

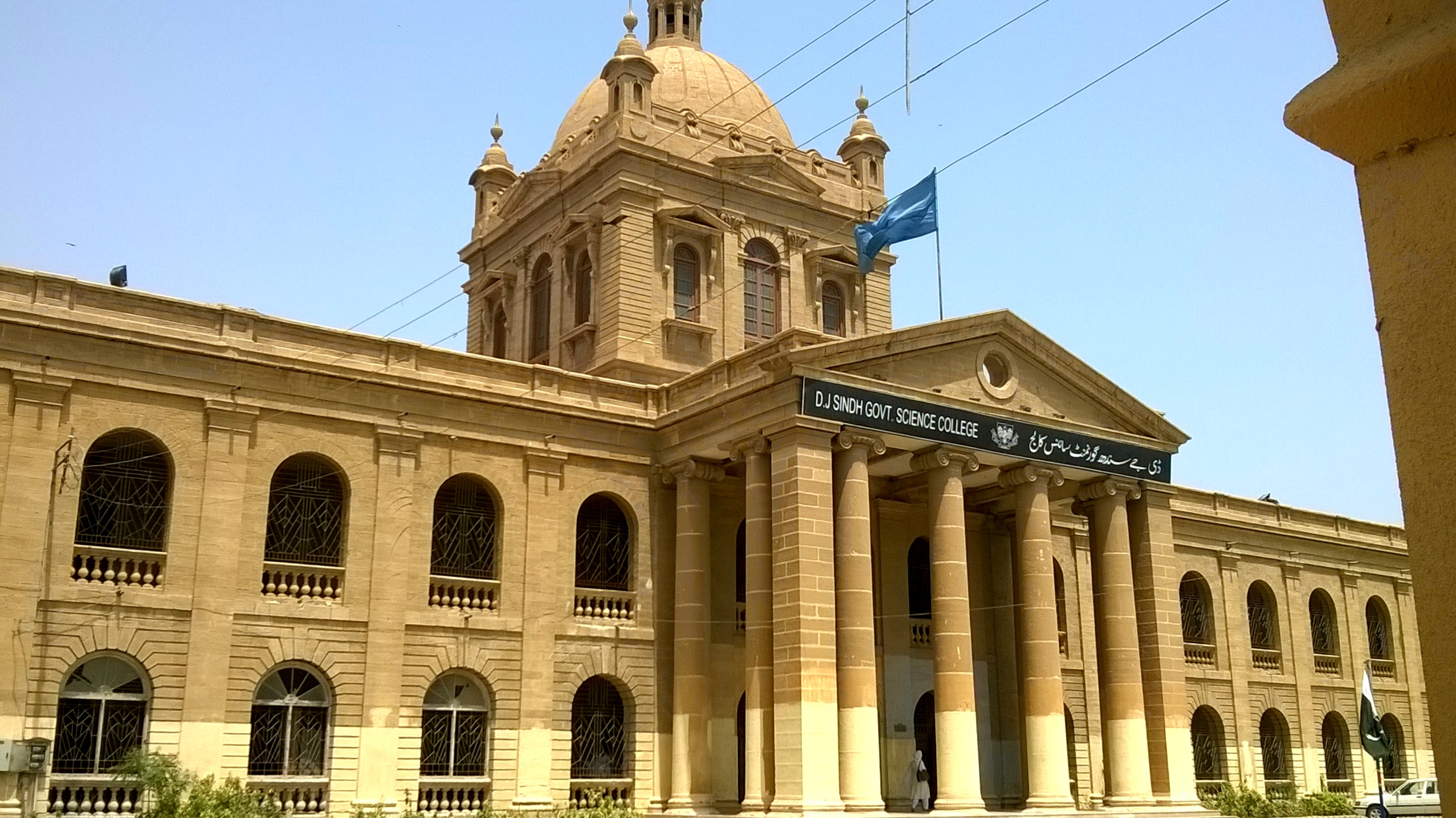
Науковий коледж DJ

- Головна будівля розділена на дві основні частини. Одна нова частина має кабінети директора, начальника та канцелярії. У цій частині знаходяться відділи урду та статистики на першому поверсі та відділи ісламознавства та пакистанознавства на першому поверсі. Найстаріша частина головної будівлі містить кафедри біохімії, ботаніки, англійської мови та фізики на першому поверсі, кафедру хімії, інформатики та мікробіології та кілька класних кімнат на першому поверсі та кафедру зоології на другому поверсі.
- AQ Блок має лише аудиторії; вони спеціально для першого курсу.

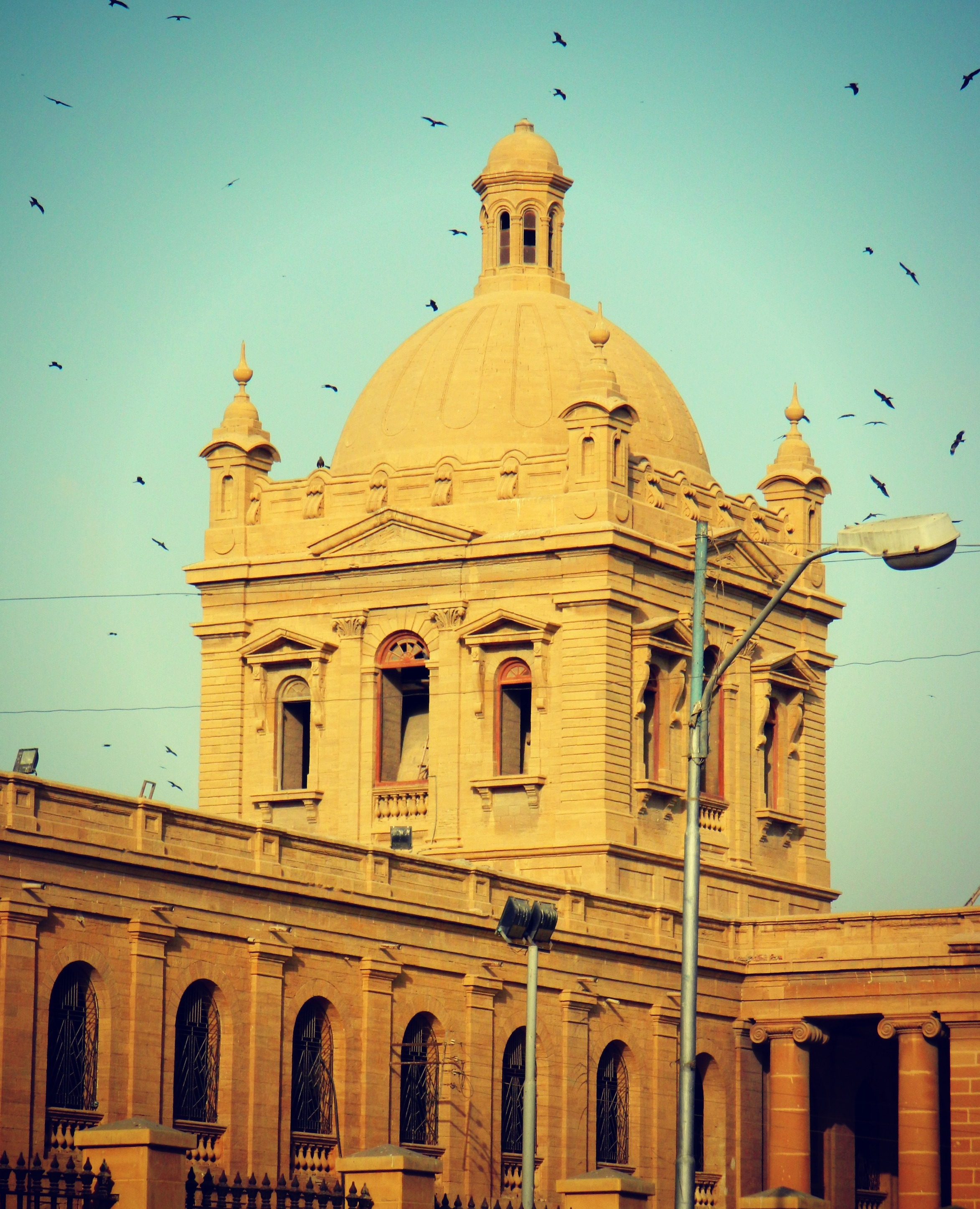
Факультети геології та математики (спочатку бунгало директора)

- Є ще одна будівля на вулиці Мухаммада бін Касима, позаду головної найстарішої будівлі, у ній розташована Головна бібліотека та кафедри математики та геології.

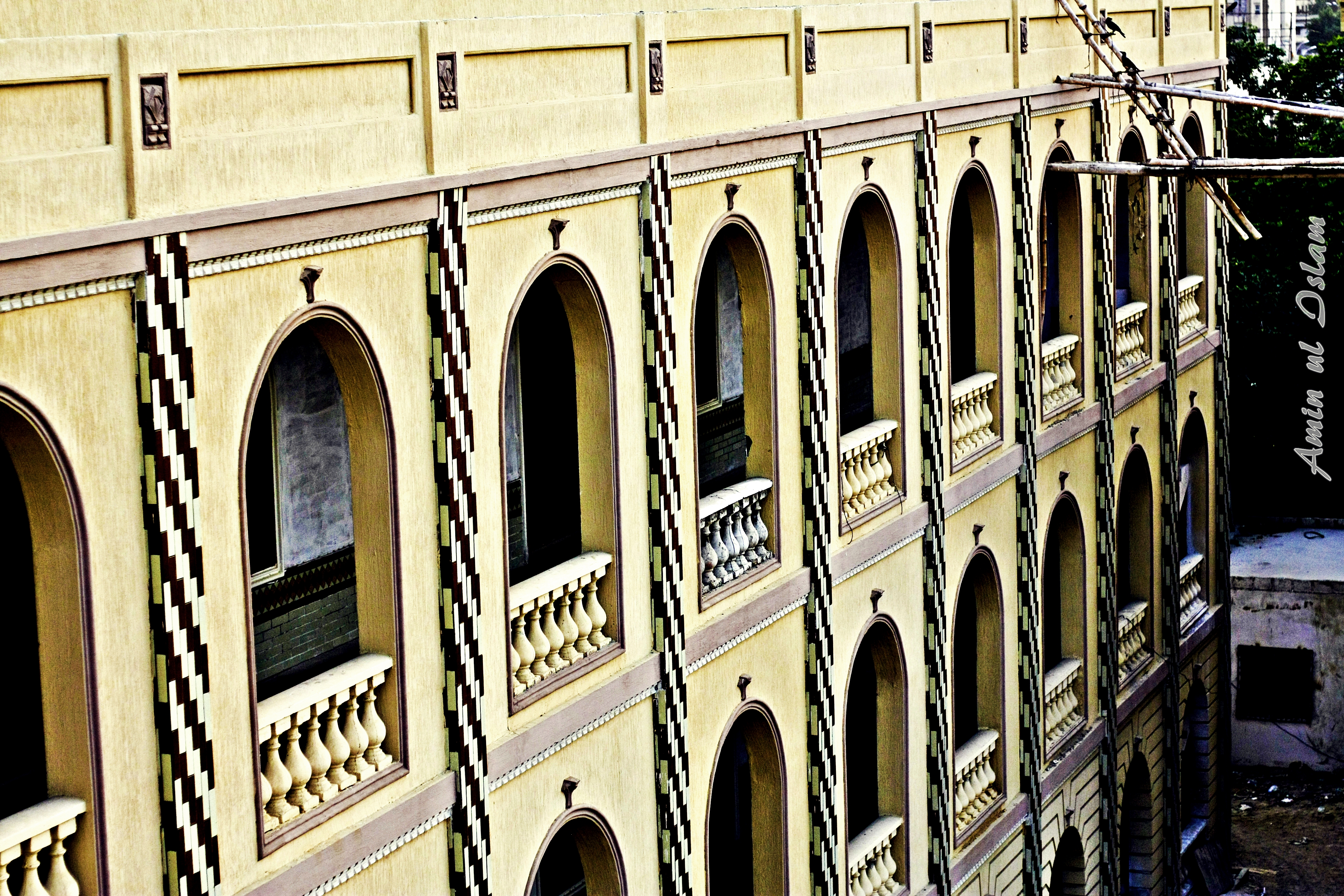
Будівельний корпус коледжу

- Блок Магістрів наук будується. Це навпроти блоку AQ.
- Сучасний спортзал примикає до блоку AQ.

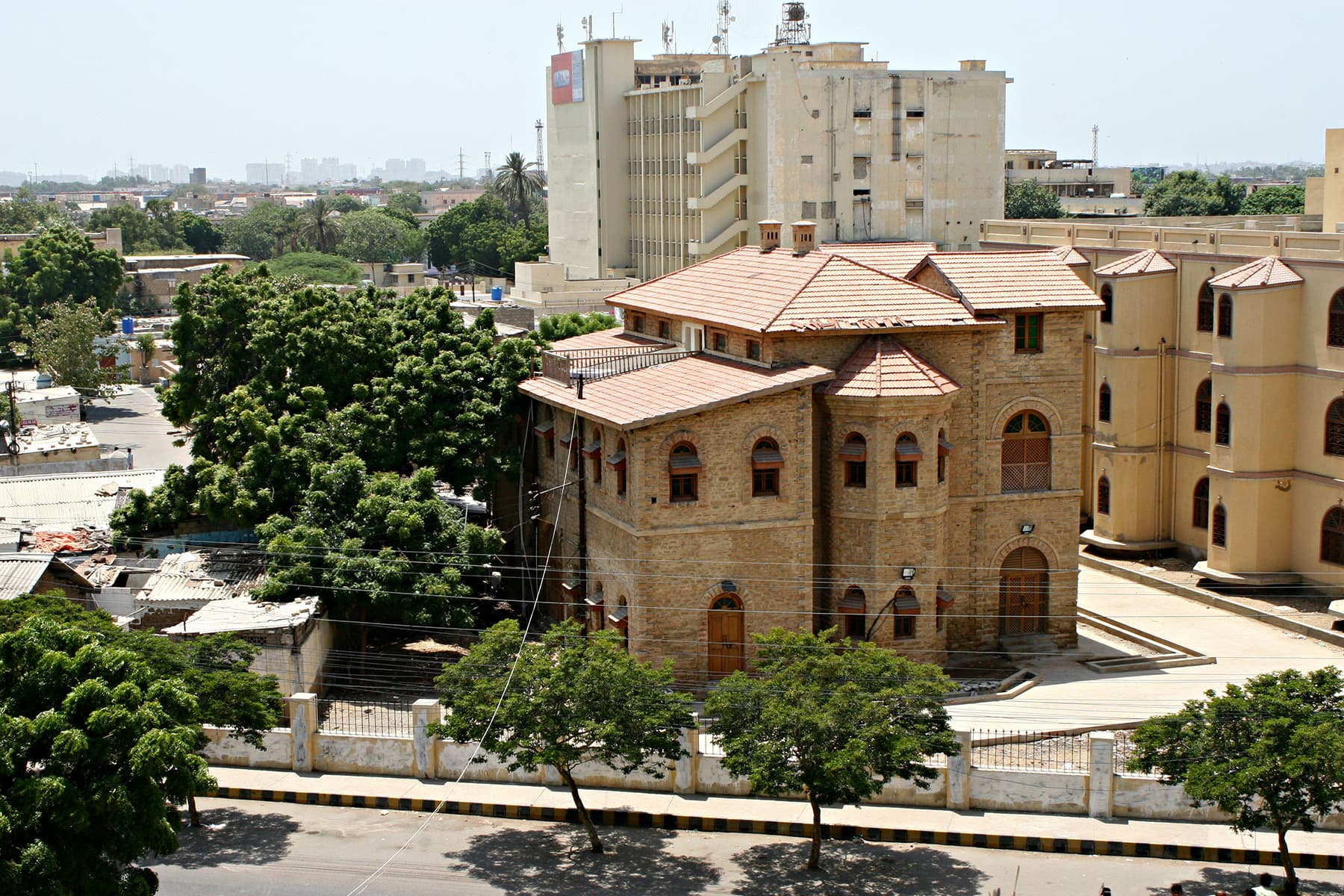
Старе головне бунгало наукового коледжу DJ, Карачі

- Бунгало директора – одна з найстаріших будівель. Зараз цю будівлю займає Комісія з підручників Сінда як офіс табору.
- Спорткомплекс знаходиться біля кільцевої розв'язки ПІДЦ, навпроти готелю «Перлина Континент». Цей комплекс використовується для крикету та футболу.

## Факультети/Кафедри
В коледжі функціонують наступні відділення:
- Біохімія
- Ботаніка
- Хімія
- англійська
- Геологія[3]
- Ісламознавство
- Математика
- Мікробіологія
- Пакистанські дослідження
- Фізкультура і спорт
- Фізика
- Сіндхі
- Статистика
- Урду
- Зоологія

## Прийом
Коледж пропонує вступ до інженерного та домедичного рівня для середнього рівня, пов’язаного з Радою середньої освіти, Карачі (BIEK) відповідно до CAP (централізованої політики прийому).

## Приналежність
Для рівня бакалавра коледж пропонує комбінацію будь-яких трьох з наступних предметів (математика, фізика, хімія, геологія, статистика, мікробіологія, біохімія, ботаніка та зоологія). Коледж також пропонує вступ до трирічної програми бакалавра комп’ютерних наук (система семестру BCS), яка є філією Університету Карачі з 1951 року

## Директори

### До незалежності
- Мулліне Р. Волмслі[1] (1887–1888)
- Мозес Джон Джексон[1] (1888–1907)
- HP Феррелл (1908–1916)
- А. С. Міллер (1917–1918)
- Т. М. Шахані (1918–1927)
- Н. Б. Бутані (1927–1943)
- Г. М. Гурбаксані (1943–1944)
- Я. В. Лахані (1944–1947)
- Марівалла, Дхарамдас Текчанд (1947)

## Видатні випускники
- Сайєд Мурад Алі Шах[7] (головний міністр Сінда, Пакистан)
- Абдул Кадір Хан[2][8](вчений-ядерник і голова Пакистанської програми ядерної зброї)
- Ашраф Хабібулла (президент і генеральний директор Computers and Structures, Inc.)
- Зіаур Рахман[9] (колишній президент Бангладеш)
- Пірзада Касім (колишній віце-канцлер Університету Карачі, віце-канцлер Університету Зіауддіна)
- Адібул Хасан Різві[10] - засновник Sindh Institute of Urology &amp; Transplantation (SIUT)
- Шахід Масуд (журналіст і телеведучий)
- Камран Ашраф (національний хокеїст)
- Шахід Алі Хан (національний хокеїст)
- Сохайл Рана (композитор музики до кіно та телебачення)
- Гулам Хусейн Гідаятулла (колишній головний міністр Сінда)
- К.М.Кунднані (директор, DG National College, 1947 та засновник, National College, Mumbai)
- Доларрай Манкад (відомий знавець санскриту та перший проректор Університету Саураштра)
- Мойз Уллах Байг[11] (міжнародний гравець у скрэббл — Чемпіон Пакистану з скраблу 2018 р. і Чемпіон світу з скрэблу серед юніорів 2018 р.)
- Інженер Аспі, індійський пілот
- Джамшед Нусерванджі Мехта (1-й мер Карачі)[12]
- Мобін Масуд (1-й мотоциклетний гонщик на довгі дистанції)